# Redlberg
Redlberg war ein Ortsteil der Gemeinde Ascha im niederbayerischen Landkreis Straubing-Bogen.
Im Amtlichen Ortsverzeichnis für Bayern auf Basis der Volkszählung vom 13. September 1950 wird Redlberg beschrieben als Einöde, die einen halben Kilometer von Ascha entfernt liegt, mit einem Wohngebäude und sechs Einwohnern. Die kirchliche Zugehörigkeit bestand zur katholischen Pfarrei Ascha und zur evangelischen Pfarrei in Straubing. Der Eintrag ist gekennzeichnet als „Name noch nicht amtlich verliehen“. In späteren Ortsverzeichnissen wird der Ort nicht mehr geführt.
Als vermutliche Lage gibt eine Quelle den westlichen Teil des heutigen Ortsteils Hochfeld an. Diese Angabe deckt sich mit der Flurbezeichnung in der Uraufnahme (1808–1864) und mit einem Positionsblatt (1817–1841), auf dem auch ein Wohngebäude dargestellt ist.
Bereits in Kirchenbüchern von 1658 wird der Ort als zur Pfarrei Ascha gehörig genannt.